# いすゞ・フィリー
フィリー（ISUZU Filly）は、いすゞ自動車が販売していたEセグメントに属するセミキャブオーバー型ミニバンである。

## 概要
1997年7月発売。当初は「ファーゴフィリー」を名乗る。同年5月に発売された日産・エルグランドをベースに、フロントグリルやリアガーニッシュといった主要パーツの一部意匠変更を施したバッジエンジニアリングモデルで、日産自動車からOEM供給を受けていた。グレードはエルグランドの「X」に相当する「フィリー」と、同「J」に相当する「フィリーEタイプ」の2種で、エルグランドのライダーやハイウェイスターに相当するグレードは存在しなかった。
1998年、VG33Eエンジン搭載車を追加。
1999年9月、初のマイナーチェンジを実施。車名を「ファーゴフィリー」から「フィリー」に変更。グレード名は「フィリーEタイプ」を「タイプE」に、「フィリー」を「タイプL」に変更。外観に関してはリアガーニッシュを新デザインに変更し、一部樹脂パーツをカラードにするなど小規模な変更に留まるが、ディーゼルエンジンをQD32ETiからDOHCのZD30DDTiに変更。
2000年10月、2度目のマイナーチェンジを実施。「タイプE」が廃止されたためグレード呼称がなくなった。外観はエルグランド同様、ヘッドライトをマルチリフレクタータイプに変更するとともにバンパーを新造形とし、高級感を高めた。同時にガソリンエンジンをVG33Eから新開発のVQ35DEに変更。
主要パーツの一部意匠変更のほかには、両車との差別化はほとんど図られることはなく、結果として販売は思うように振るわないなど苦戦を強いられた。
2002年4月に生産を終了し、2002年5月のエルグランドのモデルチェンジをもって販売終了となった。同年9月にはいすゞ自動車の国内乗用車市場からの撤退が正式に発表された。
また、日産・パラメディック（エルグランドベースの高規格救急車）もいすゞ自動車にOEM供給され、スーパーメディックIIとして販売されたが、フィリーの販売終了と同時にこちらも販売終了となった。詳細は日産・パラメディック#パラメディックII（1994年 - 1997年）を参照のこと。

## ラインナップ
| グレード名称                  | 生産年度             | 車両型式   | エンジン・排気量  | 新車価格  |
| ----------------------------- | -------------------- | ---------- | ----------------- | --------- |
| Eタイプ ディーゼルターボ      | 1997年7月-1999年8月  | KD-JAVE50  | QD32ETi（3.153L） | 275.5万円 |
| ディーゼルターボ              | 1997年7月-1999年8月  | KD-JAVE50  | QD32ETi（3.153L） | 299.8万円 |
| Eタイプ ディーゼルターボ・4WD | 1997年7月-1999年8月  | KD-JAVWE50 | QD32ETi（3.153L） | 305.5万円 |
| ディーゼルターボ・4WD         | 1997年7月-1999年8月  | KD-JAVWE50 | QD32ETi（3.153L） | 329.8万円 |
| ガソリン                      | 1998年10月-1999年8月 | E-JALE50   | VG33E（3.274L）   | 289.8万円 |
| ガソリン・4WD                 | 1998年10月-1999年8月 | E-JALWE50  | VG33E（3.274L）   | 319.8万円 |

| グレード名称                  | 生産年度             | 車両型式   | エンジン・排気量   | 新車価格  |
| ----------------------------- | -------------------- | ---------- | ------------------ | --------- |
| タイプE ディーゼルターボ      | 1999年8月-2000年08月 | KH-JATE50  | ZD30DDTI（2.953L） | 282.7万円 |
| タイプL ディーゼルターボ      | 1999年8月-2000年08月 | KH-JATE50  | ZD30DDTI（2.953L） | 307.5万円 |
| タイプE ディーゼルターボ・4WD | 1999年8月-2000年08月 | KH-JATWE50 | ZD30DDTI（2.953L） | 312.7万円 |
| タイプL ディーゼルターボ・4WD | 1999年8月-2000年08月 | KH-JATWE50 | ZD30DDTI（2.953L） | 337.5万円 |
| タイプL ガソリン              | 1999年8月-2000年08月 | GF-JALE50  | VG33E（3.274L）    | 293.6万円 |
| タイプL ガソリン・4WD         | 1999年8月-2000年08月 | GF-JALWE50 | VG33E（3.274L）    | 323.6万円 |
| ディーゼルターボ              | 2000年08月-2002年5月 | KH-JATE50  | ZD30DDTI（2.953L） | 309.8万円 |
| ディーゼルターボ・4WD         | 2000年08月-2002年5月 | KH-JATWE50 | ZD30DDTI（2.953L） | 339.8万円 |
| ガソリン                      | 2000年08月-2002年5月 | GH-JAPE50  | VQ35DE（3.498L）   | 303.5万円 |
| ガソリン・4WD                 | 2000年08月-2002年5月 | GH-JAPWE50 | VQ35DE（3.498L）   | 333.5万円 |

## 車名の由来
フィリーは、英語で「雌の子馬」を意味するfillyに由来するもので、「かわいらしさ、ファミリー、将来性というソフトで暖かなイメージを連想させるネーミング」として命名された。1999年9月のマイナーチェンジ以前に冠していた「ファーゴ」の名は、かつて販売されていた自社生産のワンボックスカーに由来している。